# Anastatus microcentri
Anastatus microcentri är en stekelart som beskrevs av Charles Joseph Gahan 1922. Anastatus microcentri ingår i släktet Anastatus och familjen hoppglanssteklar. Inga underarter finns listade i Catalogue of Life.